# أوليفيا بلاتشفورد
أوليفيا بلاتشفورد (بالإنجليزية: Olivia Blatchford) هي لاعبة الاسكواش أمريكية، ولدت في 23 يناير 1993 في نيويورك في الولايات المتحدة.

## وصلات خارجية
- أوليفيا بلاتشفورد على موقع الاتحاد الدولي لمحترفي الاسكواش (مؤرشف) (الإنجليزية)
- أوليفيا بلاتشفورد على موقع SquashInfo.com (الإنجليزية)